# Petropedes santarosae
Petropedes santarosae är en insektsart som beskrevs av Tinkham 1972. Petropedes santarosae ingår i släktet Petropedes och familjen vårtbitare. Inga underarter finns listade i Catalogue of Life.